# Okres Vídeň-okolí
Okres Vídeň-okolí (německy Bezirk Wien-Umgebung) byl rakouským okresem ve spolkové zemi Dolní Rakousko.
V září 2015 bylo oznámeno, že k 1. lednu 2017 bude okres Vídeň-okolí rozpuštěn mezi sousední okresy Tulln, Korneuburg, St. Pölten a Bruck an der Leitha.

## Poloha okresu
Okres Vídeň-okolí ležel v východní části spolkové země Dolní Rakousko, v okolí Vídně.

## Správní rozdělení
Okres Vídeň-okolí se členil na 21 obcí. V závorkách je uveden počet obyvatel v roce 2001.

### Největší obce a města
- Klosterneuburg (25 216 obyvatel)
- Schwechat (15 990 obyvatel)
- Gerasdorf bei Wien (9209 obyvatel)
- Purkersdorf (8364 obyvatel)

## Externí odkazy

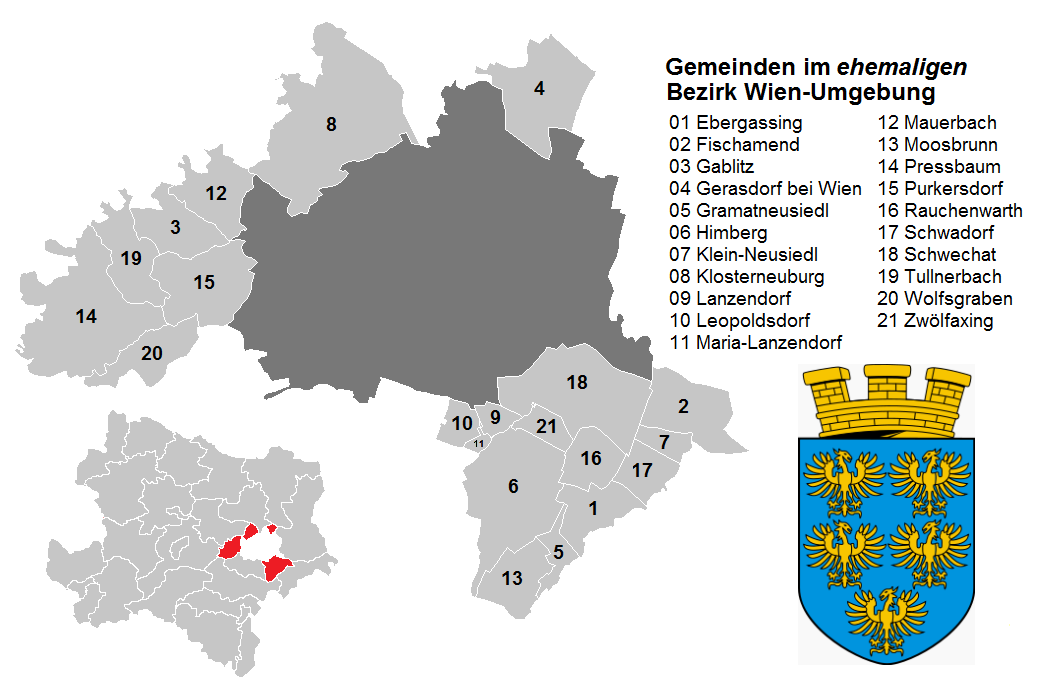
Obce v okrese Vídeň-okolí

### Města
- Fischamend
- Gerasdorf bei Wien
- Klosterneuburg
- Pressbaum
- Purkersdorf
- Schwechat

### Městysy
- Gablitz
- Gramatneusiedl
- Himberg
- Leopoldsdorf
- Mauerbach
- Schwadorf
- Tullnerbach

### Obce
- Ebergassing
- Klein-Neusiedl
- Lanzendorf
- Maria-Lanzendorf
- Moosbrunn
- Rauchenwarth
- Wolfsgraben
- Zwölfaxing